# Dobra Wola (rejon postawski)
Dobra Wola – dawny majątek, obecnie część wsi Cieszyłów na Białorusi, w obwodzie witebskim, w rejonie postawskim, w sielsowiecie Nowosiółki.

## Historia
W czasach zaborów majątek w granicach Imperium Rosyjskiego.
W dwudziestoleciu międzywojennym majątek leżał w Polsce, w województwie wileńskim, w powiecie duniłowickim (od 1926 postawskim), w gminie Mańkowicze (od 1927 gmina Hruzdowo).
Według Powszechnego Spisu Ludności z 1921 roku zamieszkiwały tu 34 osoby, 23 były wyznania rzymskokatolickiego, a 11 prawosławnego. Jednocześnie 23 mieszkańców zadeklarowało polską, a 11 białoruską przynależność narodową. Było tu 6 budynków mieszkalnych. W 1931 w 4 domach zamieszkiwało 48 osób.
Miejscowość należała do parafii rzymskokatolickiej w Łuczaju i prawosławnej w Hruzdowie. Podlegała pod Sąd Grodzki w Postawach i Okręgowy w Wilnie; właściwy urząd pocztowy mieścił się w Hruzdowie.
W 1938 roku miejscowość należała do gromady Zabłocie gminy Hruzdowo.